# Dichaetomyia macfiei
Dichaetomyia macfiei este o specie de muște din genul Dichaetomyia, familia Muscidae, descrisă de Malloch în anul 1930. Conform Catalogue of Life specia Dichaetomyia macfiei nu are subspecii cunoscute.